# Narcissa Rickman
Narcissa Elizabeth Jane Rickman, née Nicholson le 13 septembre 1855, décédée le 21 octobre 1968, était une supercentenaire américaine reconnue comme la doyenne de l'humanité du 5 juin 1967 jusqu'à sa mort. Elle était également la quatrième personne connue au monde à atteindre l'âge de 113 ans, après Delina Filkins, Betsy Baker et Mary Kelly.

## Biographie
Narcissa Rickman est née sous le nom de Narcissa Elizabeth Jane Nicholson dans une cabane en rondins à Rosman, dans le comté de Henderson, en Caroline du Nord, de ses parents Evan Pearson Nicholson et Rebecca Elizabeth Nicholson. Elle était institutrice à l'école du dimanche. Elle fut mariée à Nicholas Rickman de 1882 jusqu'à la mort de ce dernier en 1901.
Le jour de son 112e anniversaire en 1967, on mentionnait qu'elle mesurait 1,20 m. Elle vivait alors avec sa petite-fille. Elle était encore sociable et alerte en 1967. Cependant, elle fit une chute et se cassa la hanche en juin de la même année. Elle s'était déjà fracturé la hanche à l'âge de 95 ans. Rickman fut ensuite hospitalisée, où elle resta 13 jours. Elle se retrouva en fauteuil roulant. Elle se fractura également des côtes à une autre occasion. Sa vue était, paraît-il, faible à 112 ans et elle ne pouvait plus lire. Elle aimait la lecture de la Bible et des encyclopédies. Elle attribuait sa longévité au « bon Dieu ».
Elle passa son 113e anniversaire en 1968 à l'hôpital pour un simple rhume.
Narcissa Rickman mourut en Caroline du Nord le 21 octobre 1968, à l'âge de 113 ans et 38 jours.